# Liste der Naturdenkmäler in Pfalzen
Die Liste der Naturdenkmäler in Pfalzen (italienisch Falzes) enthält die sechs als Naturdenkmal ausgewiesene Objekte auf dem Gebiet der Gemeinde Pfalzen in Südtirol.
Basis ist das im Internet einsehbare offizielle Verzeichnis der Naturdenkmäler in Südtirol (Stand: 23. Januar 2015). Dabei kann es sich um botanische, geologische oder hydrologische Naturdenkmäler handeln. Die Reihenfolge in dieser Liste orientiert sich an der ID, alternativ ist sie auch nach dem Namen sortierbar.

## Liste
| Foto |                 | Name                                 | Standort                     | Beschreibung                     |
| ---- | --------------- | ------------------------------------ | ---------------------------- | -------------------------------- |
| ja   | Datei hochladen | Hängefichte bei Mühlen ID: 064_G01   | 46° 49′ 9″ N, 11° 50′ 48″ O  | Botanisches Naturdenkmal: Fichte |
| ja   | Datei hochladen | Linde oberhalb Hasenried ID: 064_G02 | 46° 49′ 11″ N, 11° 51′ 37″ O | Botanisches Naturdenkmal: Linde  |
| ja   | Datei hochladen | Föhre oberhalb Hasenried ID: 064_G03 | 46° 49′ 12″ N, 11° 51′ 42″ O | Botanisches Naturdenkmal: Föhre  |
| BW   | Datei hochladen | Esche beim Maurerhof ID: 064_G04     | 46° 49′ 10″ N, 11° 52′ 39″ O | Botanisches Naturdenkmal: Esche  |
| ja   | Datei hochladen | Plattner See ID: 064_G06             | 46° 51′ 36″ N, 11° 53′ 25″ O | Hydrologisches Naturdenkmal: See |
| BW   | Datei hochladen | Bärentaler Seen ID: 064_G07          | 46° 51′ 52″ N, 11° 52′ 35″ O | Hydrologisches Naturdenkmal: See |

| Foto: | Fotografie des Naturdenkmals. Klicken des Fotos erzeugt eine vergrößerte Ansicht. Daneben finden sich zwei Symbole: |
| ID    | Identifikator bei der Abteilung Natur, Landschaft und Raumentwicklung der Südtiroler Landesverwaltung               |